# Подунавље
Подунавље је назив за подручја уз Дунав лоцирана у Србији и Хрватској.

## Историјски контекст
Назив Подунавље је историјски употребљаван као одредница за поједине бивше управне области. У Хабзбуршкој монархији је у 18. веку постојала Посавско-подунавска војна граница, док су у Краљевини Срба, Хрвата и Словенаца, у првој половини 20. века, постојале Подунавска област (1922—1929) и Дунавска бановина (1929—1941). 
Између 1980. и 1989. постојала је градска општина Подунавље у Новом Саду, док је источни део Републике Српске Крајине, понекад називан и Подунавска Крајина. Данас у Републици Србији постоји Подунавски округ.
- Подунавска област, 1922—1929.
- Дунавска бановина, 1931.

## Градови и места у српском делу
- Апатин
- Бачка Паланка
- Беочин

- Футог
- Ветерник
- Нови Сад
- Сремска Каменица
- Петроварадин
- Сремски Карловци
- Земун
- Београд
- Панчево
- Смедерево
- Ковин
- Костолац
- Велико Градиште
- Голубац
- Кладово

## Градови и места у хрватском делу
- Борово
- Вуковар
- Илок